# چاملیجا (شاوشات)
چاملیجا (به ترکی استانبولی: Çamlıca) یک منطقهٔ مسکونی در ترکیه است که در شاوشات واقع شده‌است. چاملیجا ۷۴ نفر جمعیت دارد.